# Levaré
Levaré est une commune française, située dans le département de la Mayenne en région Pays de la Loire, peuplée de 274 habitants (les Lévaréens).
La commune fait partie de la province historique du Maine, et se situe dans le Bas-Maine.

## Géographie
La commune est nord-ouest du Bas-Maine. Son bourg est à 8 km à l'ouest de Gorron, à 13 km au sud-est de Landivy et à 15 km au nord d'Ernée.
| La Dorée                    | Désertines | Vieuvy                                         |
| Saint-Berthevin-la-Tannière | Levaré     | Hercé                                          |
| Saint-Berthevin-la-Tannière | Carelles   | Colombiers-du-Plessis (par un angle), Carelles |

### Climat
Pour des articles plus généraux, voir Climat des Pays de la Loire et Climat de la Mayenne.
En 2010, le climat de la commune est de type climat océanique altéré, selon une étude du CNRS s'appuyant sur une série de données couvrant la période 1971-2000. En 2020, Météo-France publie une typologie des climats de la France métropolitaine dans laquelle la commune est exposée à un climat océanique et est dans une zone de transition entre les régions climatiques « Bretagne orientale et méridionale, Pays nantais, Vendée » et « Moyenne vallée de la Loire ». 
Pour la période 1971-2000, la température annuelle moyenne est de 10,3 °C, avec une amplitude thermique annuelle de 13,7 °C. Le cumul annuel moyen de précipitations est de 933 mm, avec 14,3 jours de précipitations en janvier et 8 jours en juillet. Pour la période 1991-2020, la température moyenne annuelle observée sur la station météorologique de Météo-France la plus proche, « Saint-Mars/la-Futa », sur la commune de Saint-Mars-sur-la-Futaie à 8 km à vol d'oiseau, est de 11,3 °C et le cumul annuel moyen de précipitations est de 929,3 mm,. Pour l'avenir, les paramètres climatiques de la commune estimés pour 2050 selon différents scénarios d'émission de gaz à effet de serre sont consultables sur un site dédié publié par Météo-France en novembre 2022.

## Urbanisme

### Typologie
Au 1er janvier 2024, Levaré est catégorisée commune rurale à habitat très dispersé, selon la nouvelle grille communale de densité à sept niveaux définie par l'Insee en 2022.
Elle est située hors unité urbaine et hors attraction des villes,.

### Occupation des sols
L'occupation des sols de la commune, telle qu'elle ressort de la base de données européenne d’occupation biophysique des sols Corine Land Cover (CLC), est marquée par l'importance des territoires agricoles (100 % en 2018), une proportion identique à celle de 1990 (100 %). La répartition détaillée en 2018 est la suivante : 
prairies (46,2 %), zones agricoles hétérogènes (36,7 %), terres arables (17,1 %). L'évolution de l’occupation des sols de la commune et de ses infrastructures peut être observée sur les différentes représentations cartographiques du territoire : la carte de Cassini (XVIIIe siècle), la carte d'état-major (1820-1866) et les cartes ou photos aériennes de l'IGN pour la période actuelle (1950 à aujourd'hui).

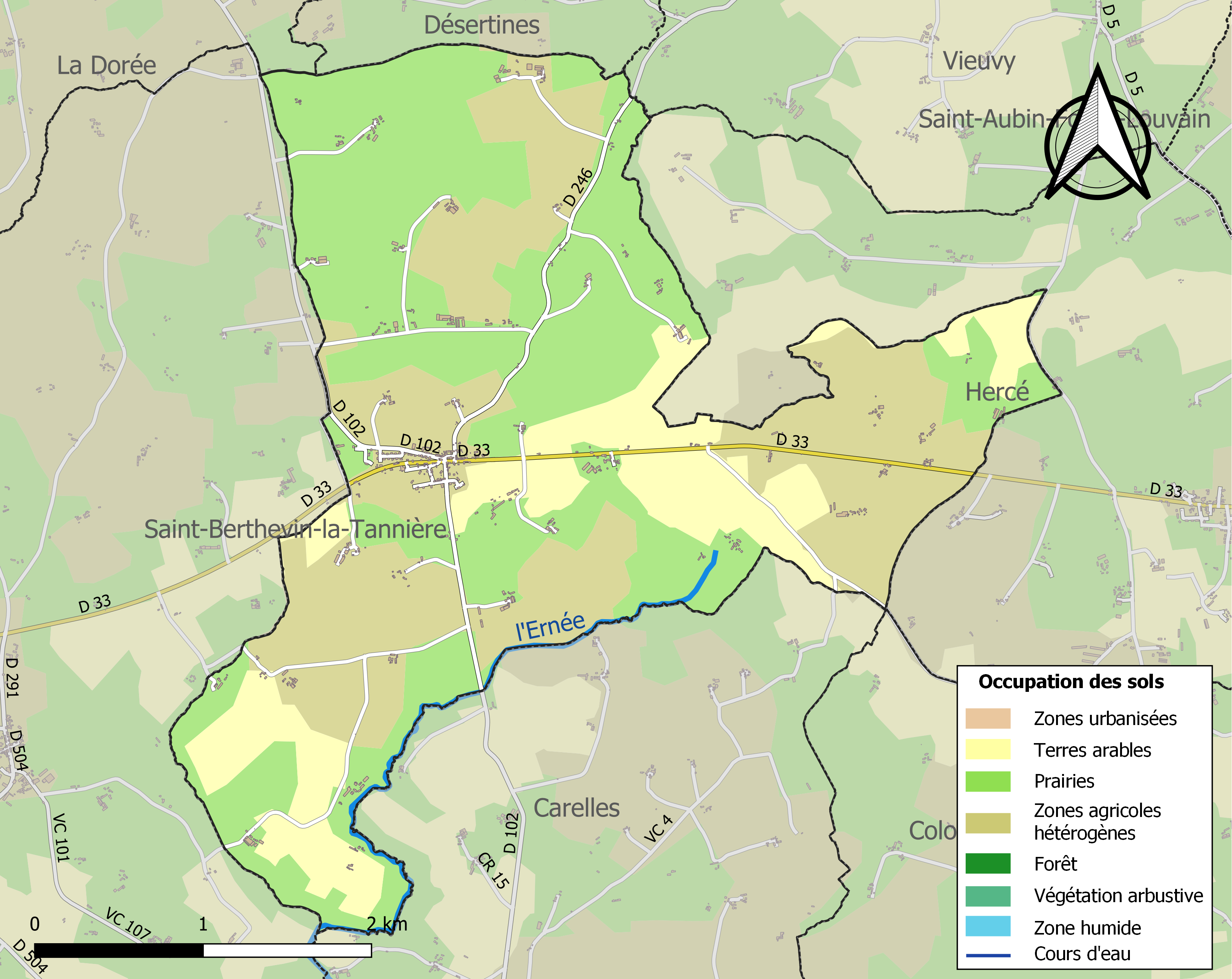
Carte des infrastructures et de l'occupation des sols de la commune en 2018 (CLC).

## Toponymie
Le toponyme est attesté sous la forme Livaré en 1163. Son origine est attribuée à un anthroponyme gaulois Lubarus ou roman Liparus.

## Politique et administration
Le conseil municipal est composé de onze membres dont le maire et deux adjoints.

## Population et société

### Démographie
L'évolution du nombre d'habitants est connue à travers les recensements de la population effectués dans la commune depuis 1793. Pour les communes de moins de 10 000 habitants, une enquête de recensement portant sur toute la population est réalisée tous les cinq ans, les populations de référence des années intermédiaires étant quant à elles estimées par interpolation ou extrapolation. Pour la commune, le premier recensement exhaustif entrant dans le cadre du nouveau dispositif a été réalisé en 2007.
En 2022, la commune comptait 274 habitants, en évolution de −9,57 % par rapport à 2016 (Mayenne : −0,73 %, France hors Mayotte : +2,11 %).
Levaré a compté jusqu'à 985 habitants en 1800.
| 1793 | 1800 | 1806 | 1821 | 1831 | 1836 | 1841 | 1846 | 1851 |
| ---- | ---- | ---- | ---- | ---- | ---- | ---- | ---- | ---- |
| 812  | 985  | 818  | 757  | 738  | 733  | 733  | 748  | 748  |

| 1856 | 1861 | 1866 | 1872 | 1876 | 1881 | 1886 | 1891 | 1896 |
| ---- | ---- | ---- | ---- | ---- | ---- | ---- | ---- | ---- |
| 716  | 740  | 704  | 744  | 737  | 701  | 679  | 697  | 668  |

| 1901 | 1906 | 1911 | 1921 | 1926 | 1931 | 1936 | 1946 | 1954 |
| ---- | ---- | ---- | ---- | ---- | ---- | ---- | ---- | ---- |
| 695  | 633  | 649  | 580  | 537  | 558  | 544  | 544  | 535  |

| 1962 | 1968 | 1975 | 1982 | 1990 | 1999 | 2006 | 2007 | 2012 |
| ---- | ---- | ---- | ---- | ---- | ---- | ---- | ---- | ---- |
| 500  | 456  | 384  | 370  | 324  | 358  | 319  | 310  | 325  |

| 2017 | 2022 | - | - | - | - | - | - | - |
| ---- | ---- | - | - | - | - | - | - | - |
| 289  | 274  | - | - | - | - | - | - | - |

## Économie
La commune de Levaré a conservé sa boulangerie et son bar-restaurant.
L'artisanat y est encore présent : un menuisier-ébéniste, un fabricant de barques en aluminium, un maçon, un pisciculteur. On y compte également une entreprise de travaux agricoles, un bouilleur de cru et un aviculteur.

## Lieux et monuments
- Château de Levaré du XVIe siècle.
- Église Saint-Victeur du XVe siècle. Elle porte le nom de Victeur, évêque du Mans au Ve siècle[26] et est en forme de croix latine. Sa porte d'entrée est protégée par un porche.

## Activités et manifestations
Le comité des fêtes organise chaque année fin juin une fête champêtre. L'association La Vie au pays participe à différentes animations (art floral, initiation à la peinture, à l'œnologie, sorties pédestres, voyages, etc.).

## Personnalités liées à la commune
- Armand-Jean-Baptiste Rothureau (1819 à Levaré-1909), médecin spécialiste de l'hydrologie ;
- Lucien Barbedette (1890 à Levaré-1942), philosophe et anarchiste ;
- Jean des Vaux (mort en 1593), militaire, seigneur des Vaux, de Levaré, du Pin, du Bois-Garnier, de la Cherbonnière.

## Héraldique
| Blason de Levaré | Blason  | De sable, à une tour d’argent, accompagnée en chef de deux coquilles saint Jacques du même. |
| Blason de Levaré | Détails | L’argent et le sable sont la reprise du blason des Vaux, seigneur de Lévaré et fondateur du château. Son blason exact est “coupé de sable et d’argent à un lion de l’un dans l’autre”. La reprise intégrale des armes de famille étant interdite pour les municipalités, il suffit d’en emprunter un ou plusieurs éléments. La tour représente le château dont il ne reste aujourd’hui qu’une tour. La coquille reprend une partie des armes du Mont Saint Michel qui a été le premier possesseur du lieu de Levaré. Le blason exact de cette communauté est “de sable, à dix coquilles saint Jacques d’argent, 4, 3, 2 et 1. Au chef d’azur à trois fleurdelys d’or”. La remarque concernant la reprise du blason de famille est valable ici aussi. Les ornements sont deux gerbes de blé d’or, mises en sautoir par la pointe et liées de sable pour rappeler l’importance de l’activité agricole. Le listel d'argent porte le nom de la commune en lettres majuscules de sable. La couronne de tours dit que l’écu est celui d’une commune ; elle n’a rien à voir avec des fortifications. Le statut officiel du blason reste à déterminer. |